# Kierownictwo Walki Podziemnej

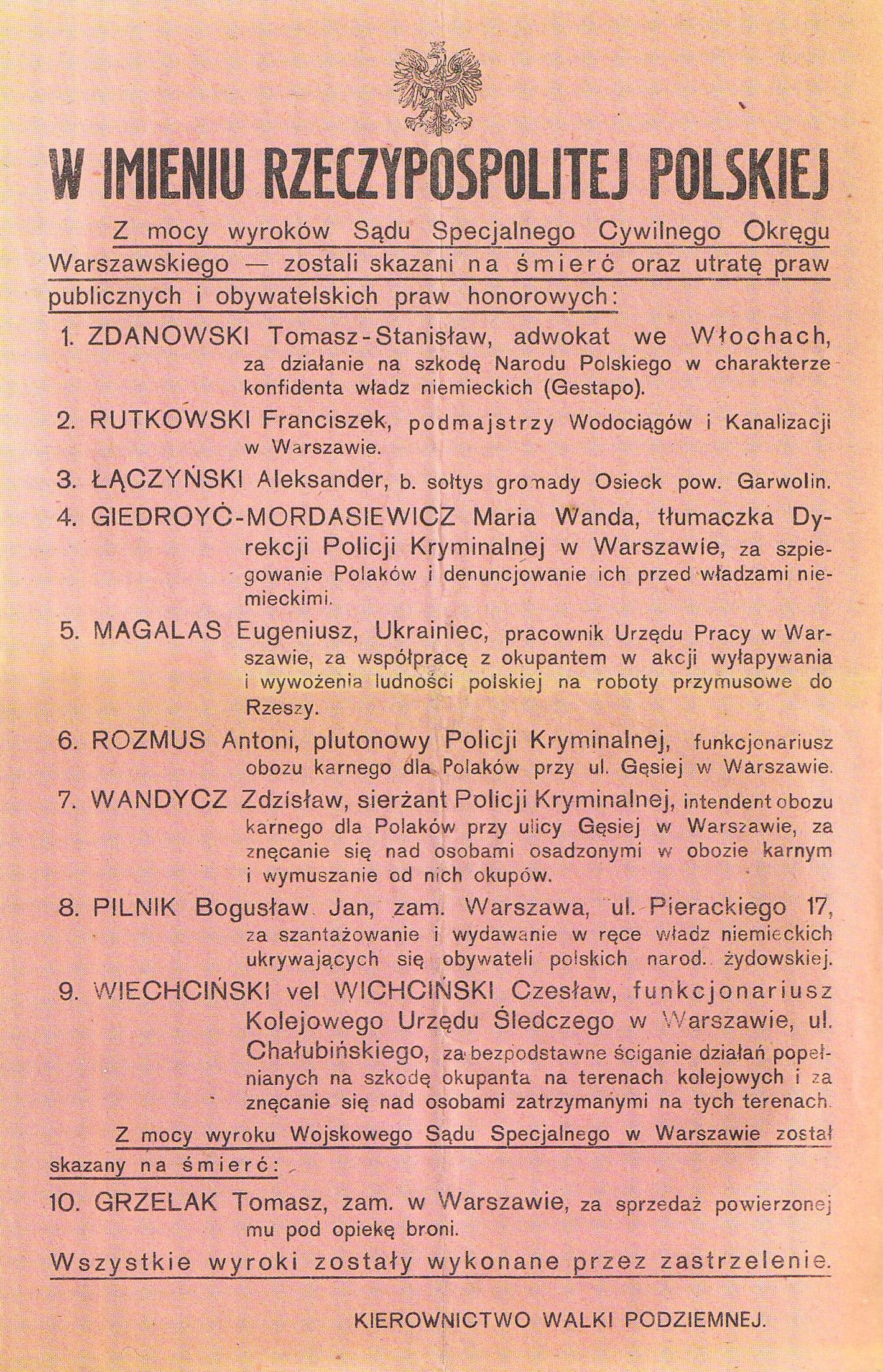
Plakat Kierownictwa Walki Podziemnej informujący wyrokach śmierci wydanych na Polaków kolaborujących z Niemcami, wrzesień 1943

Kierownictwo Walki Podziemnej, KWP – ośrodek dyspozycyjny Komendy Głównej Armii Krajowej, utworzony 15 lipca 1943 z połączenia Kierownictwa Walki Konspiracyjnej i Kierownictwa Walki Cywilnej. Kierował całokształtem walki bieżącej i cywilnej (m.in. organizował zamachy na wyższych funkcjonariuszy niemieckich, akcje odbijania więźniów z transportów, więzień, szpitali).
Na czele KWP stał dowódca Armii Krajowej, zastępcą był szef Sztabu Komendy Głównej Armii Krajowej, Delegata Rządu na Kraj reprezentował kierownik Kierownictwa Walki Cywilnej.

## Źródła
- Majewski, Piotr. "Z frontu walki cywilnej. Przyczynek do dziejów Kierownictwa Walki Cywilnej i Kierownictwa Walki Podziemnej na obszarze Generalnego Gubernatorstwa w latach 1939–1945". Kwartalnik Historyczny: organ Towarzystwa Historycznego. 119 (4): 693–749.